# Сан-Вітторе-дель-Лаціо
Сан-Вітторе-дель-Лаціо (італ. San Vittore del Lazio) — муніципалітет в Італії, у регіоні Лаціо,  провінція Фрозіноне.
Сан-Вітторе-дель-Лаціо розташований на відстані близько 130 км на схід від Рима, 55 км на схід від Фрозіноне.
Населення — 2655 осіб (2014).
Щорічний фестиваль відбувається 8 травня. Покровитель — святий Віктор.

## Демографія
Населення за роками:

Станом на 1 січня 2023 року в муніципалітеті офіційно проживало 137 іноземців з 18 країн, серед них 38 громадян країн Євросоюзу та 5 громадян України.

## Сусідні муніципалітети
- Кассіно
- Черваро
- Конка-Казале
- Міньяно-Монте-Лунго
- Рокка-д'Евандро
- Сан-П'єтро-Інфіне
- Венафро
- Вітікузо